# Шабельникова, Татьяна Павловна
Татьяна Павловна Шабельникова (род. 1947) — советская и российская актриса театра.

## Биография
Окончила Государственный институт театрального искусства им. А. В. Луначарского (курсы А. Некрасовой и Б. Маркова).
В 1973 года начала работать в Московском театре миниатюр, ныне — театр «Эрмитаж».
В 1975 году приняла участие в записи рок-оперы феерии «Алые паруса» Андрея Богословского. Исполнила главную партию — Аcсоль. 1976 году вышла пластинка на фирме «Мелодия». Совместная работа с ВИА «Музыка» под управлением Николая Воробьёва.

## Роли в театре
- «Когда мы отдыхали» (по М. Жванецкому) — женщина;
- «Чехонте в „Эрмитаже“» (А. П. Чехов) — мамзель;
- «Мотивчик» (воспоминание о Легаркальманштраусе);
- «Женитьба Н. В. Гоголя» — дивчина;
- «Парижская жизнь» (Ж. Оффенбах) — Клара;
- «Хроника широко объявленной смерти» (Ю. Трифонов, А. Моравиа, К. Воннегут, Г. Г. Маркес) — Марсела («Приказывай, я подчиняюсь» А. Моравиа), монахиня («История одной смерти, о которой знали заранее» Г. Г. Маркеса);
- «Большая кошачья сказка» (К. Чапек) — Алиса;
- «Пока все о кей» (А. Червинский) — стюардесса США;
- «Безразмерное Ким-танго» — актер;
- «Зойкина квартира» — швея;
- «Капнист туда и обратно» — актер;
- «Моя старшая сестра» — актриса;
- «Рот без замочка» — мама;
- «С. С. С. Р.» — актер;
- «Старик Хоттабыч» — учительница, продавщица, фокусник.

## Фильмография

### Работа в театре
- 1982 — Шесть старых дев и один мужчина (фильм-спектакль) — Нинель.

### Озвучивание мультфильмов
В мультфильмах преимущественно исполняла вокальные партии:
- 1979 — Золушка — Золушка
- 1979 — Летучий корабль — царевна Забава
- 1983 — Жил у бабушки козёл — хор
- 1984 — Синеглазка — Синеглазка
- 1987 — Коротышка — зелёные штанишки — Жар-птица
- 1991 — Приключения волшебного глобуса, или Проделки ведьмы — Золушка
- 1992 — Ой, ребята, та-ра-ра